# NGC 7712
NGC 7712 este o galaxie spirală situată în constelația Pegas. A fost descoperită în 1876 de către Ernst Wilhelm Tempel.